# Utricularia hamiltonii
Utricularia hamiltonii — вид рослин із родини пухирникових (Lentibulariaceae).

## Біоморфологічна характеристика
Вид має невеликі пурпурні суцвіття. Нижня губа віночка виразно квадратна. Піднебіння має довгу жовту смугу і оточене темно-фіолетовими позначками. Верхня губа віночка має дві трикутні мочки, які нагадують собачі вуха. Шпора трубчаста, загнута вперед.

## Середовище проживання
Цей вид є ендеміком для Австралії, де він зустрічається в північно-східному кутку Північної території.
Цей вид зростає в гільгай — сезонних западинах у природних хвилястих ландшафтах та іноді в порушених районах, таких як піщані шахти, які ростуть у воді над піском.

## Використання
Цей вид культивується невеликою кількістю ентузіастів роду, комерційна торгівля незначна.